# NGC 7472
NGC 7472 (NGC 7482) é uma galáxia elíptica (E) localizada na direcção da constelação de Pisces. Possui uma declinação de +03° 03' 32" e uma ascensão recta de 23 horas, 05 minutos e 38,6 segundos.
A galáxia NGC 7472 foi descoberta em 11 de Agosto de 1864 por Albert Marth.